# Casa regional
Les cases regionals són institucions, centres i ateneus que integren als oriünds d'una regió o país en una ciutat enclavada en un espai geogràfic diferent al d'origen d'aquells. Els corrents migratoris registrats a partir d'intervinguts del segle xix i la pròpia diversitat de les regions espanyoles van suscitar en diversos països de la resta d'Europa i d'Amèrica Llatina, així com en els principals nuclis urbans d'Espanya la creació de cases regionals on es reunien els naturals de diversos punts geogràfics. Fora d'Espanya, les cases regionals van aconseguir una rellevància molt superior, sobretot les gallegues i asturianes a l'Argentina, Cuba i Mèxic, i van participar així mateix en la creació d'hospitals i altres centres assistencials.